# Scrophularia megalantha
Scrophularia megalantha är en flenörtsväxtart som beskrevs av Karl Heinz Rechinger. Scrophularia megalantha ingår i släktet flenörter, och familjen flenörtsväxter. Inga underarter finns listade i Catalogue of Life.